# Dolna kula
Dolna kula (bulgariska: Долна кула) är ett distrikt i Bulgarien.   Det ligger i kommunen Obsjtina Krumovgrad och regionen Kărdzjali, i den södra delen av landet, 240 km sydost om huvudstaden Sofia.